# Estonská města
V Estonsku se v současnosti nachází 47 sídel, která mají status města. Z nich 33 je samostatných statutárních měst (úředním označením omavalitsusstaatusega linnad, tedy "města se samosprávným statusem"), zatímco zbylých 14 je správně i samosprávně včleněno do obcí, zahrnujících kromě samotného města též další okolní sídla (úředním označením vallasisesed linnad, tedy "vnitroobecní města").

## Estonská města před vznikem Estonské republiky

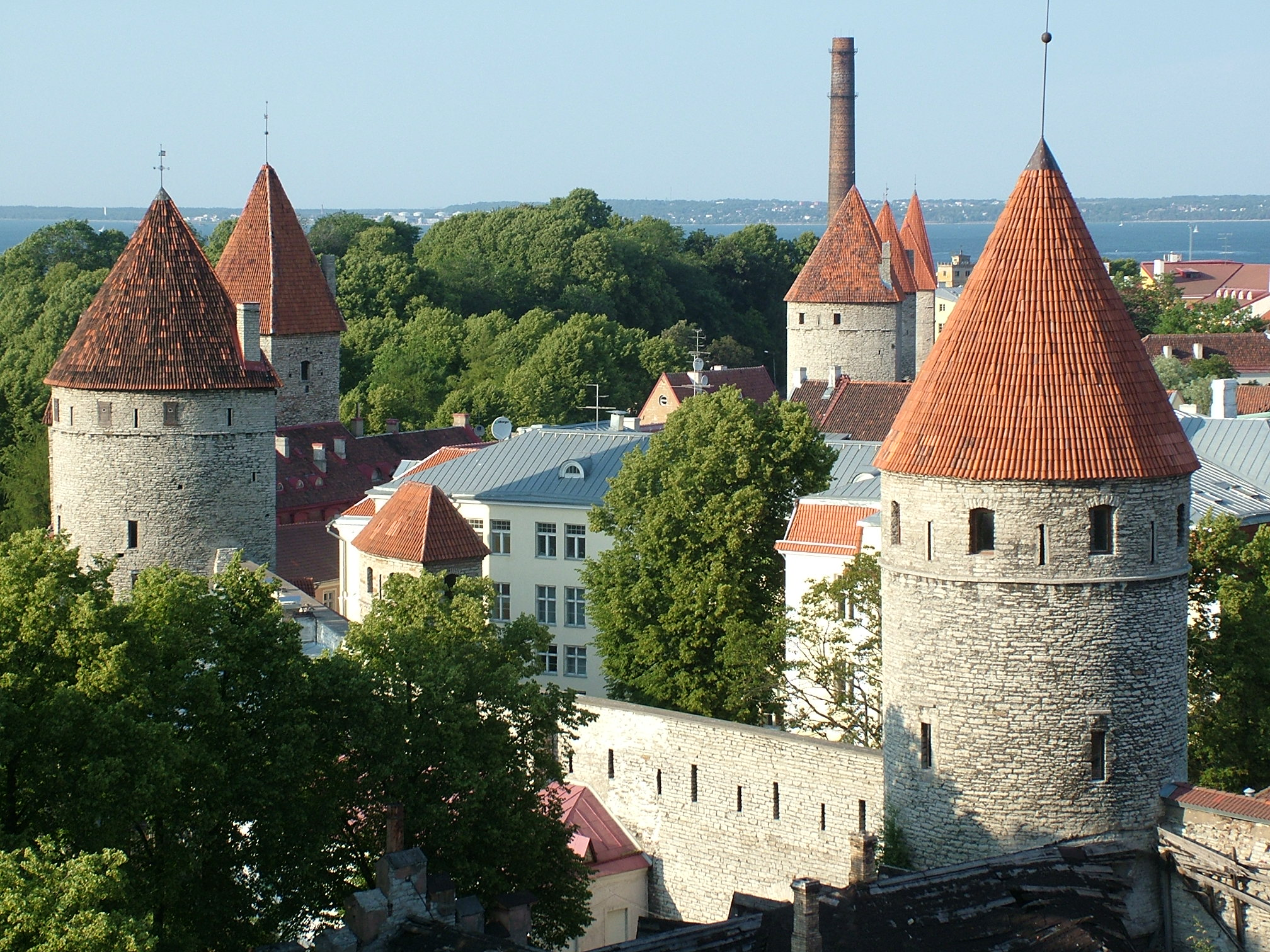
Tallinnské městské opevnění dodnes upomíná na středověké městské privileje

Sídla městského typu začala vznikat v Estonsku až ve středověku v souvislosti s německou a dánskou kolonizací ve 12. století. Ze současných estonských měst tehdy vznikla města Haapsalu, Kuressaare, Narva, Paide, Pärnu, Rakvere, Tallinn, Tartu a Viljandi. Status samostatného města měla i Toompea, dnes patřící k Tallinnu, a Vana-Pärnu, dnes součást Pärnu. Z roku 1296 máme navíc zmínku o dvou městech založených Helmoldem de Lode: jedním bylo Lodenrodhe, ležící poblíž dnešního Paldiski a opuštěné pravděpodobně ve 14. století, druhým Cogkele, pravděpodobně dnešní Koila.
Ve středověku a v počátku novověku se estonská města od jiných sídel odlišovala jak svou městskou podobou, tak panovníkem přidělenými městskými právy. V průběhu dalších staletí se postupně právní status města stal nezávislým na podobě sídla, vypovídal však o jeho politickém významu. Městská práva tak postupně obdržela Valga (1584), Paldiski (1783) a Võru (1784). 1782 získaly status města též Pečory, které patřily k Estonsku v letech 1919-1941.

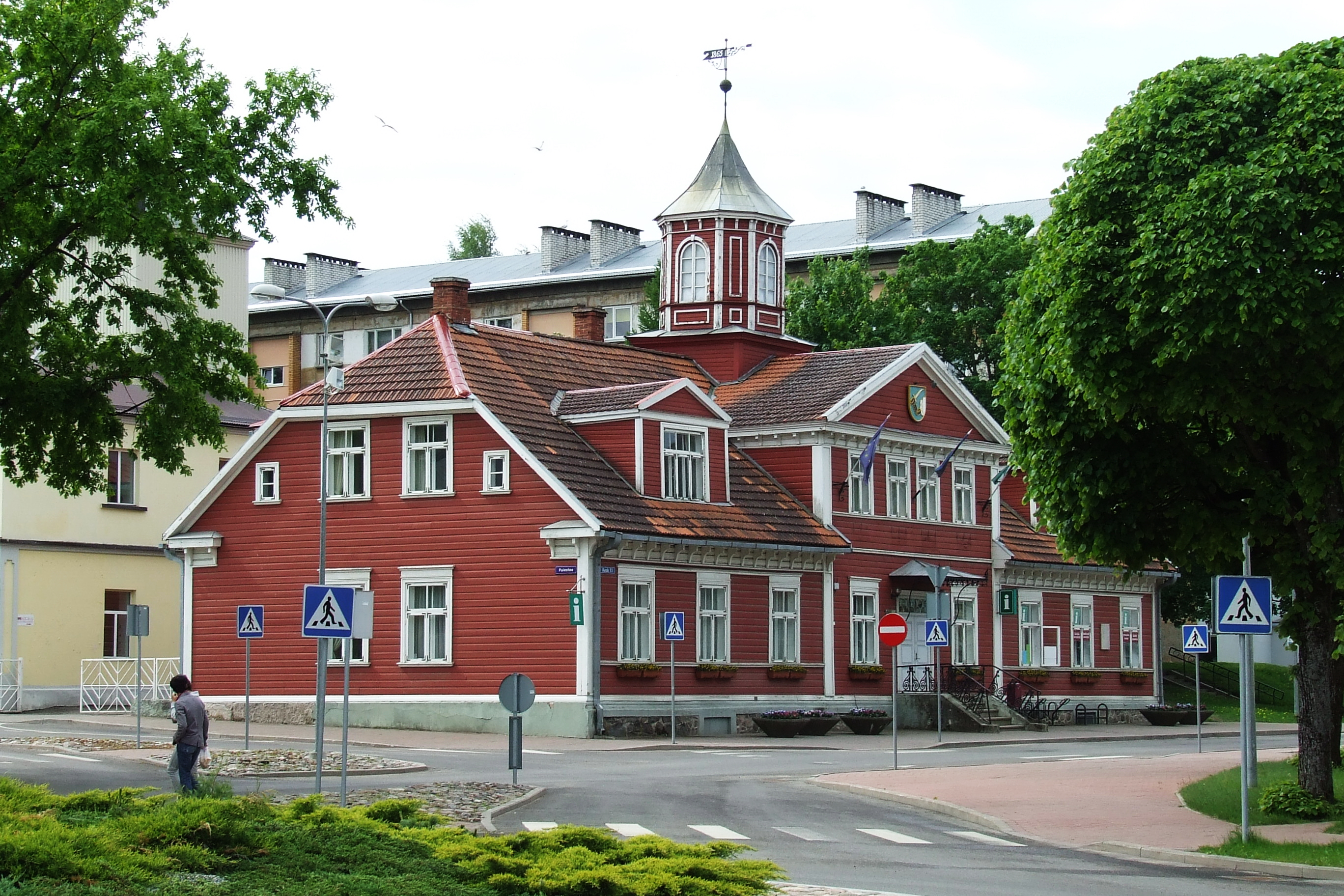
Dřevěná radnice ve Valze je ukázkou tradiční dřevěné městské architektury

Ve srovnání se středoevropskými městy se estonská města od svých počátků vyznačovala vyšším podílem dřevěné architektury, což bylo dáno jednak snadnější dostupností dřeva a horší dostupností kamene, jednak dobrými izolačními vlastnostmi dřeva, vhodnými pro chladnější severské klima. Dřevěné stavby převažovaly i mezi novostavbami při velkém růstu měst na sklonku 19. a počátku 20. století, kdy v jiných severských městech byla dřevěná architektura na ústupu — v Tallinnu bylo v roce 1890 7313 budov, z toho 3617 obytných, a z nich jen 851 kamenných a 2500 dřevěných. V roce 1913 měl Tallinn 13 094 budov, z toho 7151 obytných, a z nich jen 1386 kamenných a 5467 dřevěných.

## První Estonská republika

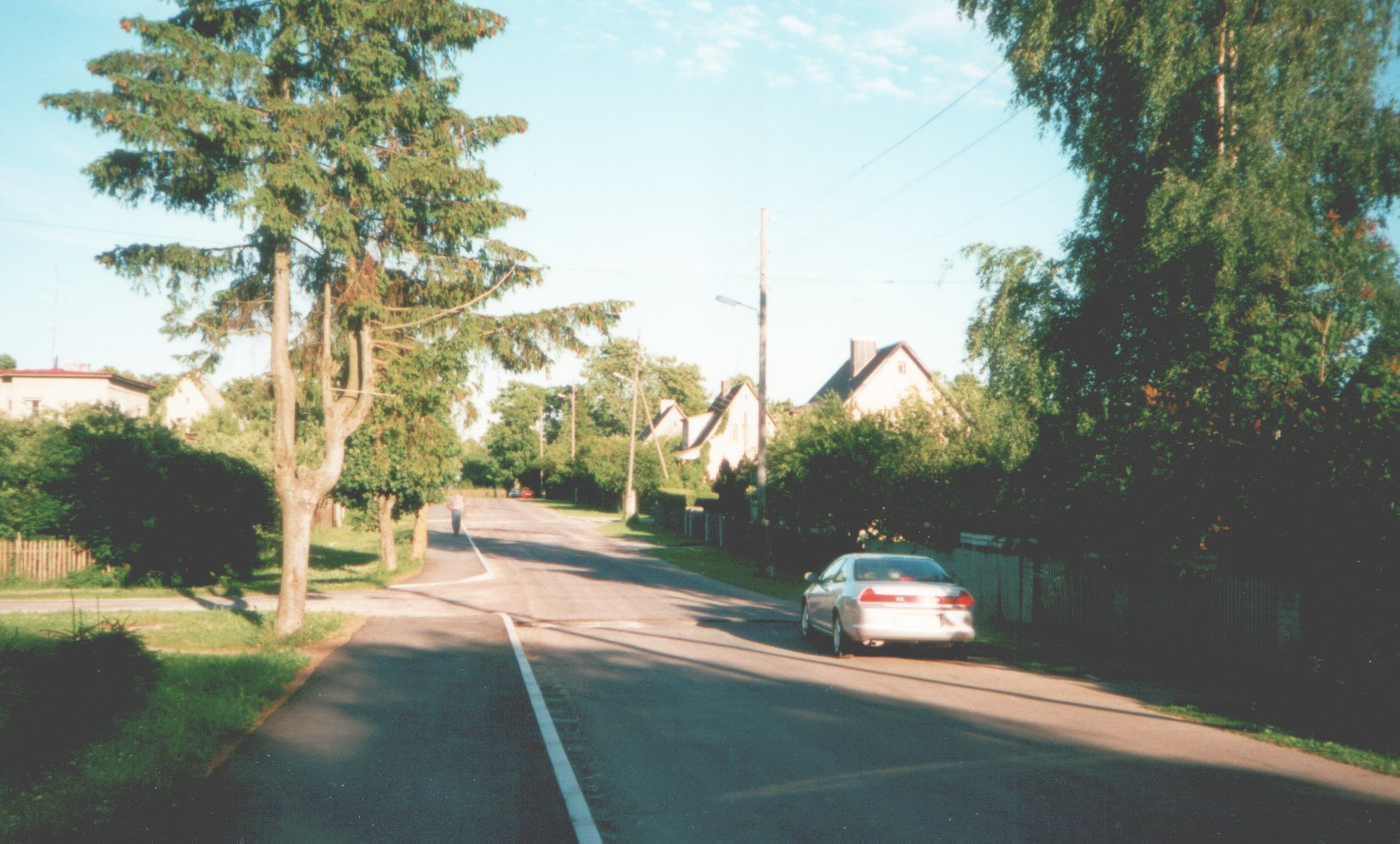
V řadě estonských měst převažuje zástavba složená z jednotlivých, často dřevěných rodinných domků, obklopených zahradami (Saue)

Převratné změny doznala sestava estonských měst za první estonské republiky. Počátkem roku 1920 bylo v Estonsku dvanáct sídel se statusem města (Haapsalu, Kuressaare, Narva, Paide, Paldiski, Pečory, Pärnu, Tallinn, Tartu, Valga, Viljandi a Võru) a osm městysů. Během pěti let pak bylo dalších čtrnáct sídel povýšeno na městys a některé někdejší městyse začaly požadovat povýšení na město. V roce 1926 pak městyse Nõmme, Põltsamaa, Tapa a Türi skutečně obdržely status města, roku 1927 se k nim připojila Tõrva a v roce 1936 Otepää.
1. května 1938 vstoupil v Estonsku v platnost nový zákon o městech, který zrušil status městyse. Čtrnáct městysů bylo prohlášeno městy (Antsla, Elva, Jõgeva, Jõhvi, Kallaste, Keila, Kilingi-Nõmme, Kunda, Kärdla, Mustla, Mustvee, Mõisaküla, Sindi a Suure-Jaani), městys Narva-Jõesuu byl připojen k Narvě jako městská část a městys Võõpsu byl vřazen jako vesnice do obce Räpina. Všechna města byla nyní rozdělena do čtyř kategorií:
- hlavní město (pealinn) — Tallinn;
- město prvního stupně (esimese astme linn) — město s více než 50 000 obyvatel — Tartu;
- město druhého stupně (teise astme linn) — město s 10 000 až 50 000 obyvatel — Narva, Pärnu, Nõmme, Rakvere, Valga a Viljandi;
- město třetího stupně (kolmanda astme linn) — město s méně než 10 000 obyvatel — Antsla, Elva, Haapsalu, Jõgeva, Jõhvi, Kallaste, Keila, Kilingi-Nõmme, Kunda, Kuressaare, Kärdla, Mustla, Mustvee, Mõisaküla, Otepää, Paide, Paldiski, Pečory, Põltsamaa, Sindi, Suure-Jaani, Tapa, Tõrva, Türi a Võru.

## Města za sovětské okupace

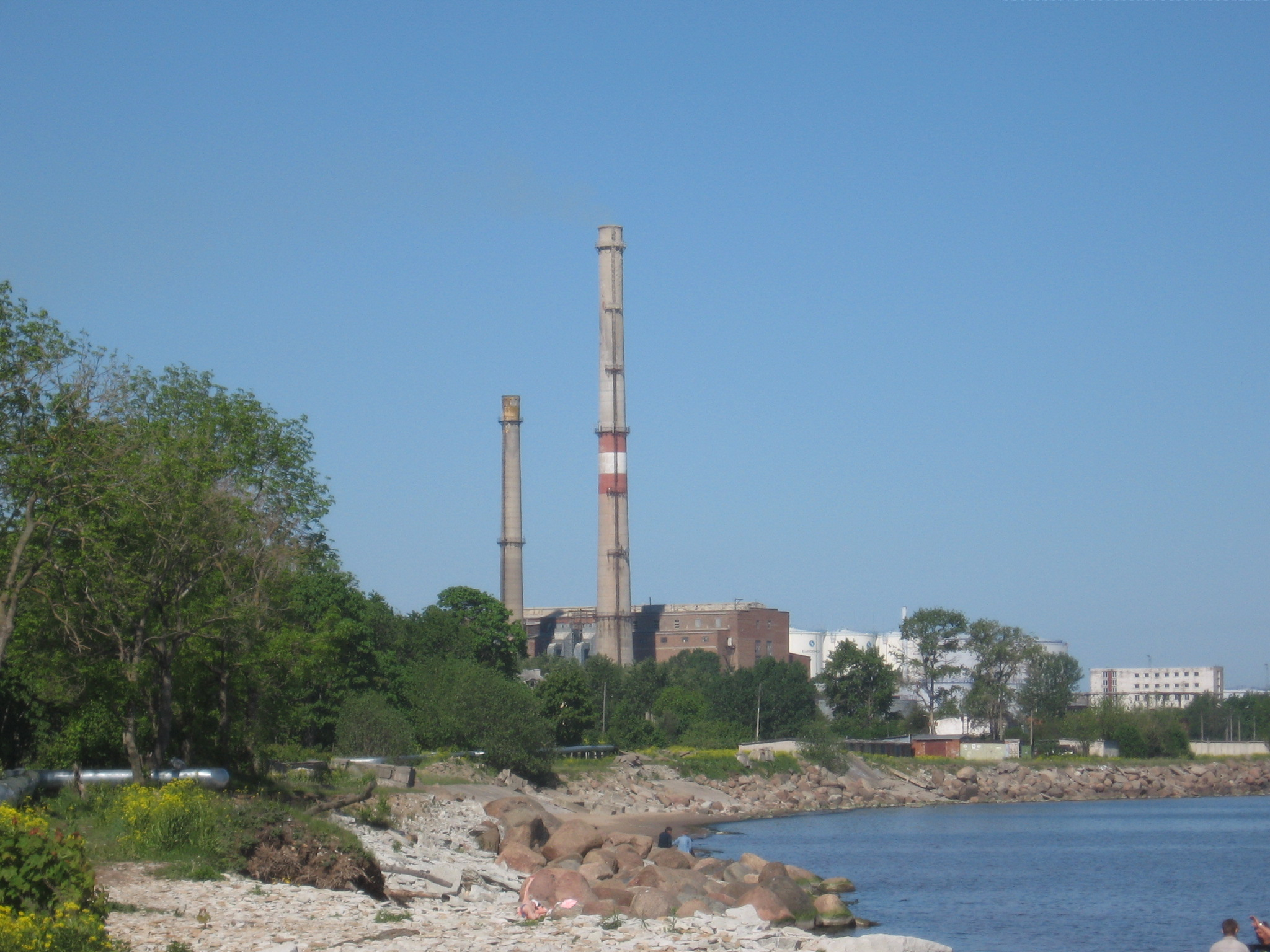
Za sovětské doby uzavřené "uranové město" Sillamäe je příkladem městského sídla nepodobného středověkým městům ani severským zahradním městům

K dalšímu rozvoji měst došlo po válce, kdy se začala ve východním Estonsku (v dnešním kraji Ida-Virumaa) sídla rozrůstat vlivem zvyšování těžby živičných břidlic. Pro nově vznikající sídla městského typu byl znovu zaveden status městyse, a největší z nich byla prohlášena městy — v roce 1946 Kiviõli a Kohtla-Järve, v roce 1953 Ahtme a 1957 Sillamäe. Města Ahtme a Jõhvi však byla roku 1960 připojena ke Kohtla-Järve. Roku 1979 byla statusu města zbavena Mustla, roku 1980 se městem stalo Maardu. Na konci sovětské doby v roce 1990 tak bylo v Estonsku 6 měst podléhajících přímo svazové republice, 27 měst podléhajících krajům a 3 města spravovaná městskými sověty jiných měst (Maardu, Kiviõli a Sindi).

## Města po znovuzískání nezávislosti
Po obnovení estonské suverenity usilovala řada sídel, během sovětské doby připojených k jiným, o znovuzískání samostatného statusu. V roce 1991 se jako města opět osamostatnily Jõhvi a Ahtme, ovšem Ahtme již v roce 1993 o status města opět přišlo. V témže roce se městy staly Abja-Paluoja, Karksi-Nuia, Kehra, Lihula, Loksa, Põlva, Püssi, Räpina, Saue, Tamsalu a Võhma; rovněž městys Narva-Jõesuu se opět osamostatnil od Narvy a byl prohlášen městem. Roku 1994 bylo Paldiski zbaveno městské samostatnosti a připojeno ke Keile, ovšem už v roce 1996 mu byl status samostatného města vrácen.
V následujících letech se ovšem v několika případech ukázalo, že samostatná správa menších měst je neefektivní, a tato města byla včleněna do rozsáhlejších obcí jako sídla bez vlastního statutu, aniž ovšem ztratila status města. Roku 1998 se tak město Abja-Paluoja stalo součástí obce Abja; roku bylo 1999 město Antsla připojeno k obci Antsla, město Karksi-Nuia k obci Karksi, město Lihula k obci Lihula, a město Otepää vytvořilo spolu s obcí Pühajärve novou obec Otepää; roku 2002 bylo město Kehra včleněno do obce Anija, město Rapla do obce Rapla a město Räpina do obce Räpina; roku 2005 pak bylo obdobným způsobem spojeno město Tamsalu s obcí Tamsalu, město Jõhvi s obcí Jõhvi, město Tapa s obcemi Lehtse a Saksi v obec Tapa, město Suure-Jaani s obcí Suure-Jaani, město Kilingi-Nõmme s obcí Saarde a město Türi s obcí Türi.